# Episodi di Gargoyles - Il risveglio degli eroi (seconda stagione)
La seconda stagione della serie animata Gargoyles - Il risveglio degli eroi è stata trasmessa negli Stati Uniti e Canada dalla rete tematica a pagamento Toon Disney dal 4 settembre 1995 al 15 maggio 1996.
| Nº tot. | Nº st. | Titolo originale                | Titolo italiano                        | Prima TV USA      | Prima TV Italia |
| ------- | ------ | ------------------------------- | -------------------------------------- | ----------------- | --------------- |
| 14      | 1      | Leader of the Pack              | Il vero leader del branco              | 4 settembre 1995  |                 |
| 15      | 2      | Metamorphosis                   | La metamorfosi                         | 5 settembre 1995  |                 |
| 16      | 3      | Legion                          | La legione                             | 6 settembre 1995  |                 |
| 17      | 4      | A Lighthouse in the Sea of Time | Un faro nel buio oceano del tempo      | 7 settembre 1995  |                 |
| 18      | 5      | The Mirror                      | Lo specchio magico                     | 11 settembre 1995 |                 |
| 19      | 6      | The Silver Falcon               | Il falcone d'argento                   | 12 settembre 1995 |                 |
| 20      | 7      | Eye of the Beholder             | L'occhio magico                        | 13 settembre 1995 |                 |
| 21      | 8      | Vows                            | Promesse                               | 14 settembre 1995 |                 |
| 22      | 9      | City of Stone, Part 1           | La città della pietra (prima parte)    | 18 settembre 1995 |                 |
| 23      | 10     | City of Stone, Part 2           | La città della pietra (seconda parte)  | 19 settembre 1995 |                 |
| 24      | 11     | City of Stone, Part 3           | La città della pietra (terza parte)    | 20 settembre 1995 |                 |
| 25      | 12     | City of Stone, Part 4           | La città della pietra (quarta parte)   | 21 settembre 1995 |                 |
| 26      | 13     | High Noon                       | Mezzogiorno di fuoco                   | 25 settembre 1995 |                 |
| 27      | 14     | Outfoxed                        | Il senso dell'onestà                   | 28 settembre 1995 |                 |
| 28      | 15     | The Price                       | Il prezzo                              | 12 ottobre 1995   |                 |
| 29      | 16     | Revelations                     | Rivelazioni                            | 26 ottobre 1995   |                 |
| 30      | 17     | Double Jeopardy                 | Doppio rischio                         | 6 novembre 1995   |                 |
| 31      | 18     | Upgrade                         | La scalata                             | 9 novembre 1995   |                 |
| 32      | 19     | Protection                      | Protezione                             | 13 novembre 1995  |                 |
| 33      | 20     | The Cage                        | La gabbia                              | 16 novembre 1995  |                 |
| 34      | 21     | Avalon, Part 1                  | Ritorno ad Avalon (prima parte)        | 20 novembre 1995  |                 |
| 35      | 22     | Avalon, Part 2                  | Ritorno ad Avalon (seconda parte)      | 21 novembre 1995  |                 |
| 36      | 23     | Avalon, Part 3                  | Ritorno ad Avalon (terza parte)        | 22 novembre 1995  |                 |
| 37      | 24     | Shadows of the Past             | Ombre del passato                      | 23 novembre 1995  |                 |
| 38      | 25     | Heritage                        | L'eredità                              | 27 novembre 1995  |                 |
| 39      | 26     | Monsters                        | I mostri del lago di Lochness          | 28 novembre 1995  |                 |
| 40      | 27     | Golem                           | Il golem                               | 14 dicembre 1995  |                 |
| 41      | 28     | Sanctuary                       | Il rifugio                             | 18 dicembre 1995  |                 |
| 42      | 29     | M.I.A.                          | Niente succede per caso                | 21 dicembre 1995  |                 |
| 43      | 30     | Grief                           | Dolore                                 | 28 dicembre 1995  |                 |
| 44      | 31     | Kingdom                         | Il regno                               | 5 febbraio 1996   |                 |
| 45      | 32     | The Hound of Ulster             | Il mastino dell'Ulster                 | 6 febbraio 1996   |                 |
| 46      | 33     | Walkabout                       | Il viaggio sacro                       | 7 febbraio 1996   |                 |
| 47      | 34     | Mark of the Panther             | Il segno della pantera                 | 8 febbraio 1996   |                 |
| 48      | 35     | Pendragon                       | Re Artù                                | 12 febbraio 1996  |                 |
| 49      | 36     | Eye of the Storm                | L'occhio della tempesta                | 13 febbraio 1996  |                 |
| 50      | 37     | The New Olympians               | I nuovi olimpici                       | 14 febbraio 1996  |                 |
| 51      | 38     | The Green                       | La foresta                             | 15 febbraio 1996  |                 |
| 52      | 39     | Sentinel                        | La sentinella                          | 19 febbraio 1996  |                 |
| 53      | 40     | Bushido                         | Bushidō                                | 20 febbraio 1996  |                 |
| 54      | 41     | Cloud Fathers                   | Il valore delle tradizioni             | 21 febbraio 1996  |                 |
| 55      | 42     | Ill Met by Moonlight            | Incontro al chiaro di luna             | 22 febbraio 1996  |                 |
| 56      | 43     | Future Tense                    | L'incubo                               | 25 aprile 1996    |                 |
| 57      | 44     | The Gathering, Part 1           | Il grande raduno (prima parte)         | 29 aprile 1996    |                 |
| 58      | 45     | The Gathering, Part 2           | Il grande raduno (seconda parte)       | 30 aprile 1996    |                 |
| 59      | 46     | Vendettas                       | La vendetta                            | 1 maggio 1996     |                 |
| 60      | 47     | Turf                            | Guerra fra bande                       | 6 maggio 1996     |                 |
| 61      | 48     | The Reckoning                   | La resa dei conti                      | 7 maggio 1996     |                 |
| 62      | 49     | Possession                      | Possessione                            | 8 maggio 1996     |                 |
| 63      | 50     | Hunter's Moon, Part 1           | La luna del cacciatore (prima parte)   | 13 maggio 1996    |                 |
| 64      | 51     | Hunter's Moon, Part 2           | La luna del cacciatore (seconda parte) | 14 maggio 1996    |                 |
| 65      | 52     | Hunter's Moon, Part 3           | La luna del cacciatore (terza parte)   | 15 maggio 1996    |                 |